# Carillion
Carillion plc — бывшая британская транснациональная компания в области строительства и управлении инфраструктурой, располагавшаяся в Вулвергемптоне. Её ликвидация в 2018 году стала «крупнейшей за всю историю торговой ликвидацией в Великобритании».
Carillion возникла в июле 1999 года выделением в качестве отдельной кампани из состава Tarmac. За счет ряда приобретений она выросла и стала второй по величине строительной компанией в Великобритании, её акции были размещены на лондонской фондовой бирже и к 2016 году она имела 43 тыс. сотрудников (18 257 работало в Великобритании). Опасения по поводу долговой ситуации Carillion были высказаны в 2015 году, и после столкновения с финансовыми трудностями в 2017 году, 15 января 2018 года она подверглась принудительной ликвидации с обязательствами почти в 7 млрд ф. с., что стало самой радикальной процедурой в законодательстве Великобритании о несостоятельности.
В Великобритании объявленная неплатежеспособность Carillion привела к закрытию и задержке проектов в Великобритании и за рубежом (проекты PFI в Ирландии были приостановлены, в то время как четыре канадских предприятия Carillion обратились за правовой защитой от банкротства), потере рабочих мест (только в Carillion было более 3 тыс. увольнений, мера также коснулась других компаний и поставщиков), финансовым потерям для партнеров по совместному предприятию и кредиторов, для 30 тыс. поставщиков (некоторые из которых были признаны неплатежеспособными) и для 27 тыс. пенсионеров. Всё вышеуказанное могло обойтись британским налогоплательщикам в сумму до 180 млн. ф. с. Это также привело к вопросам и многочисленным парламентским запросам о поведении директоров фирмы, её аудиторов (KPMG), Совета по финансовой отчётности и Пенсионного регулятора, а также об отношениях правительства Великобритании с основными поставщиками, работающими по схемам частной финансовой инициативы (англ. Private finance initiative, PFI) и другими работающими на аутсорсинге приватизированными поставщиками общественных услуг (в октябре 2018 года правительство заявило, что новых проектов PFI не будет). Это также вызвало законодательные предложения по реформированию отраслевых систем оплаты, консультации по новым процессам государственных закупок для продвижения надлежащей практики оплаты и предложенные реформы совета по финансовой отчётности в отношении бонусов директоров, выплачиваемых акциями.
В майском отчете 2018 года о парламентском расследовании, проведенном специальными комитетами по делам бизнеса и труда и пенсий, крах Carillion был назван «историей безрассудства, высокомерия и жадности, а его бизнес-модель представляла собой неустанную погоню за наличными»; её директора были обвинены в искажении финансовых реалий бизнеса. Отчёт рекомендовал регулятивные реформы и возможный разрыв отношений с аудиторскими фирмами из большой четвёрки. В отдельном отчете Специального комитета по государственному управлению и конституционным вопросам в июле 2018 года правительство Великобритании было обвинено в выборе контрактов на аутсорсинге на основе самой низкой цены, а использование им подрядчиков вроде Carillion привело к ухудшению качества государственных услуг.

### Основание
Carillion была создана в июле 1999 года после отделения от Tarmac: компания-основатель сосредоточилась на своем основном бизнесе в виде производства тяжелых строительных материалов, в то время как Carillion включала в себя бывший подрядный бизнес в лице Tarmac Construction и группу предприятий Tarmac Professional Services. Во время разделения исполнительным председателем компании был назначен сэр Невилл Симмс, который ушел со своего поста в январе 2001 г., но оставался неисполнительным председателем до мая 2005 г., когда его место занял Филип Роджерсон.
Название 'Carillion' является искажением от английского слова carillon (колокольный звон), оно было выбрано с целью придать бизнесу четкую идентичность и отдалить его от его исходных корней. Название было предложено лондонской консалтинговой компанией по брендингу Sampson Tyrell (позже известна как Enterprise IG, входит в WPP).

### Приобретения
Под руководством ранее работавшего в Johnson Controls и ставшего CEO Carillion в январе 2001 года генерального директора Джона Макдоноу компания вышла в сектор услуг по управлению объектами.
В сентябре 2001 года Carillion приобрела 51 % акций GT Rail Maintenance, которое было переименовано в Carillion Rail. Carillion Rail выполнила обновление путей на железнодорожной сети и выполняла контрактные работы для Network Rail.
В августе 2002 г. Carillion приобрела Citex Management Services за 11,5 млн ф. с., в марте 2005 г. — примерно за 40 млн. ф. с. Planned Maintenance Group. После этого Carillion приобрела ещё две фирмы по оказанию вспомогательных услуг в Великобритании: Mowlem примерно за 350 млн. ф. с. в феврале 2006 года и Alfred McAlpine за 572 млн. ф. с. в феврале 2008 года. В октябре 2008 года Carillion купила канадскую Vanbots Construction за 14,3 млн. ф. с. В октябре 2008 г. Carillion за 14,3 млн. ф.с. купила канадскую Vanbots Construction.
В апреле 2011 года Carillion купила работаующую в сфере энергоэффективности Eaga за 306 млн. ф. с., но из-за снижения в декабре правительством льготных тарифов на экологически чистую энергию ей пришлось рационализировать бизнес.
В декабре 2012 года за 24 млн. ф. с. было куплено 49 % акций работающей на Атабаскском месторождении The Bouchier Group. В октябре 2013 года был куплен бизнес по управлению объектами John Laing Group.
В августе 2014 года компания потратила несколько недель на попытки слияния с конкурентом Balfour Beatty. Было сделано три предложения; последнее в размере 2,1 млрд ф. с. было единогласно отклонено советом директоров конкурента 19 августа 2014 года.
В декабре 2014 года Carillion за 33 млн. ф. с. приобрела 60 % акций канадской компании по передаче и распределению электроэнергии Rokstad Power Corporation. В мае 2015 года был куплен специализированный поставщик кемпингов и общественного питания в отдаленных районах Канады Outland Group, а в январе 2016 года — контрольный пакет акций манчестерского застройщика Ask Real Estate

### Финансовые проблемы
В марте 2015 года аналитик UBS Грегор Куглич озвучил опасения насчёт ситуации с долгом компании, отметив расширенные условия оплаты поставщикам и использование ею «обратного факторинга» (Carillion инициировала схему финансирования цепочки поставок под влиянием модели Greensill Capital. С 2011 по 2016 год заявленный долг незначительно вырос с 839 до 850 млн. ф. с., в то время как базовый долг по механизму досрочных платежей увеличился с 263 до 760 млн. ф. с. Кредитно-рейтинговое агентство Moody’s предположило, что Carillion в своих годовых отчетах неверно классифицировала долг на сумму 498 млн. ф. с.). По его мнению у Carillion было больше заёмных средств, чем сообщалось, а самой компании он предсказывал вероятность «дефицита прибыли». К октябрю 2015 года Carillion стала самой популярной акцией хедж-фондов для «короткой продажи», поскольку аналитики ставили под сомнение её будущее из-за отсутствие роста финансовых показателей и роста долга. В начале 2015 года менее 5 % акций было продано без покрытия, к июню 2016 года более 20 % акций Carillion были отданы в аренду хедж-фондам; цена акций за тот же период упала на 19 %
10 июля 2017 года в торговом отчете Carillion сообщалось об обесценивании подразделения строительных услуг на 845 млн. ф. с., что было в основном связано с тремя убыточными проектами PFI в Великобритании и затратами на проекты Ближнего Востока. Назначенный в декабре 2011 года генеральный директор Ричард Хаусон ушел в отставку, но остался на посту операционного директора, а временным генеральным директором стала Кейт Кокрейн (27 октября 2017 года генеральным директором был выбран CEO Wates Group Эндрю Дэвис, который должен был приступить к своим обязанностям в апреле 2018 года).
В итоге компания была исключена из индекса FTSE 250, и пять директоров (включая Хаусона и финансового директора Зафара Хана) покинули компанию, поскольку она пыталась рефинансировать себя. 27 сентября СМИ сообщили о желании фирмы с Ближнего Востока купить Carillion. Двумя днями позже выяснилось, что убытки Carillion за шесть месяцев по 30 июня 2017 года после дальнейшего списания связанных с подразделением вспомогательных услуг 200 млн. ф. с . составили 1,15 млрд ф. с.
В сентябре 2017 года Кейт Кокрейн сообщил инвесторам, что компания приняла слишком много проектов, которые оказались убыточными и по которым уплаченной суммы была недостаточной для погашения стоимости выполненных работ («мы строили Rolls-Royce, но нам платили только за создание Mini»), а структура управления и внутренняя организация компании были чрезмерно сложными и не учитывали достаточную оценку договорных рисков, придерживаясь чрезмерно оптимистичных предположений; в результате компания «сожгла деньги», пытаясь соответствовать высоким стандартам и не оценивая возможные последствия В сентябре 2019 года журнал Investors Chronicle писал, что финансовые проблемы Carillion не являлись секретом и были известны как минимум два года. Речь шла о небольшим оборотном капитале, сокращении причитающихся от клиентов сумм и ростом удерживаемых клиентами сумм.
24 октября 2017 года стало известно, что Carillion для укрепления финансов готовится продать свой бизнес по управлению медицинскими учреждениями компании Serco (сделка включала в себя 15 контрактов с годовой выручкой около 90 млн. ф. с., за которые Serco должна была заплатить 47,7 млн. ф. с. Позже сумма была сокращена до 29,7 млн. ф. с., ибо Carillion потеряла 1 млрд ф. с. из стоимости своего портфеля заказов), и канадские предприятия. Неделю спустя было объявлено, что Carillion продает свою долю в застройщике Ask Real Estate застройщикам из Уэст-Мидлендса Richardsons Developments за 14 млн. ф. с. В декабре 2017 года Richardsons также приобрели долю Carillion в проекте Милбернгейт в Дареме.
В предупреждении о прибыли от 17 ноября 2017 года Carillion заявила, что в следующем месяце нарушит взятые на себя по кредитам обязательства, а годовая задолженность достигнет 925 млн. ф. с. План рекапитализации должен был быть реализован в начале 2018 года. Цена акций в начале торгов упала более чем на 50 % до 18 пенсов, тем самым стоимость компании составила 73 млн. ф. с. Обеспокоенный будущим примерно 1 тыс. работников Carillion, а также нанятых субподрядчиками и агентствами работников, профсоюз Unite the Union потребовал срочных переговоров с компанией. Основной акционер Kiltearn Partners вдвое сократил свой пакет акций, понеся убыток в размере более 40 млн. ф. с. 20 декабря Carillion объявила, что перенесла вступление в должность нового генерального директора Эндрю Дэвиса на 22 января 2018 года.
3 января 2018 года сообщалось, что Управление финансового надзора Великобритании должно было расследовать своевременность и содержание заявлений компании о её финансовом положении от декабря 2016 года. Десять дней спустя BBC сообщила, что у компании для избежания краха есть «считанные дни», и что она стала предметом «правительственных встреч на высоком уровне».
Эти встречи продолжались в течение выходных 13-14 января и касались долга компании в 900 млн. ф. с., пенсионного дефицита в 580 млн. ф. с. и многих текущих контрактов с правительственными ведомствами. Они закончились без согласования сделки по спасению, и 15 января 2018 года начался процесс потенциального ввода администрации. Газета Financial Times позже напишет, что на момент краха у Carillion было всего 29 млн. ф. с. наличными, и к 18 января 2018 года они у неё закончились-бы. Консультанты из PricewaterhouseCoopers и EY отказались от должности администратора из-за опасений, что им не заплатят.

## Ликвидация
15 января 2018 года BBC сообщила, что Carillion пройдёт процедуру ликвидация (а не введение администрации), поскольку компания направила Лондонской фондовой бирже соответствующее уведомление. В нём предполагалось подать заявление в Высокий суд о назначении PwC специальными менеджерами, которые будут действовать от имени официального управляющего имуществом (англ. Official Receiver).
На первом этапе было ликвидировано шесть британских дочерних предприятий Carillion, включая Carillion plc и Carillion Construction Ltd. 19 января Carillion (AMBS) Limited была подвергнута предварительной ликвидации, 25 и 26 января были ликвидированы ещё десять британских компаний. Ещё одно предприятие было ликвидировано 2 февраля, а 16 февраля — ещё десять. Два предприятия Carillion в Джерси и Гернси также были ликвидированы в январе и марте 2018 года. В июне 2018 года была ликвидирована Carillion (Катар) LLC. К концу 2018 года была ликвидирована 91 компания их состава Carillion.
В апреле 2018 года официальный управляющий имуществом оценил общую сумму обязательств 27 ликвидированных на тот момент британских компаний в 6,9 млрд ф. с., что более чем в три раза превышал показатель из отчетности группы на конец 2016 года.
6 августа 2018 года Служба по делам о несостоятельности объявила об окончании торговой фазы ликвидации, которую официальный управляющий назвал «крупнейшей торговой ликвидацией за всю историю Великобритании». Продолжалась работа по завершению торговых счетов Carillion и расчетов с поставщиками, а также расследование причин банкротства компании, включая поведение её директоров В декабре 2018 года стало известно, что бывшие директора Carillion Филип Грин и Ричард Хаусон были опрошены Службой по делам о неплатежеспособности. В ноябре 2019 года ликвидаторы сообщили о близости к получению 510 млн. ф. с. от продажи активов, страхования и взыскания долгов.

#### Субподрядчики
Группа специалистов по проектированию заявила, что неудача Carillion «может привести к банкротству многих небольших фирм». Сообщается, что Carillion с помощью «тактики просрочек» и удержания платежей иногда на срок до 120 дней задолжала до 30 тыс. малым предприятиям
В течение 24 часов компания по аренде оборудования Speedy Hire и подрядчик по укладке свай Van Elle сообщили о потенциальных потерях в размере 2 и 1,6 млн ф. с.; Van Elle также сообщил о неопределенности в отношении будущих работ для Network Rail на сумму 2,5 млн ф. с. Проведенный Ассоциацией инженерных служб зданий и Ассоциацией подрядчиков по электротехнике опрос 133 компаний показал, что 80 из них в совокупности Carillion задолжала 30 млн. ф.с., что в среднем составляет 375 тыс. ф. с. Средняя задолженность перед микропредприятиями (менее 10 сотрудников) составляла 98 тыс. ф. с.; средним предприятиям (от 50 до 249 сотрудников) — в среднем 236 тыс. ф. с., при этом наиболее уязвимой фирме задолжали почти 1,4 млн. ф. с. Только 31 млн. ф. с. из примерно 1 млрд ф. с. причитающихся Carillion был покрыт страхованием торговых кредитов. В конце марта 2018 года член парламента Бери-Норт Джеймс Фрит провел встречу в парламенте, на которой присутствовали пострадавшие от краха Carillion поставщики; компании указали на невыплаченные долги в размере от 250 тыс. до 2,7 млн. ф. с. В августе 2018 года компания в области строительных услуг NG Bailey объявил об исключительных убытках в размере 2,2 млн ф. с. в связи с безвозвратными расходами, возникшими в результате субподряда Carillion в больнице Мидлендского столичного университа.
29 января 2018 года подрядчик по сухой футеровке из Слау с штатом из 350 человек CCP обратилась к ликвидации из-за долгов перед Carillion. В феврале 2018 года компания Aspin Group Holdings, которая уже испытывала финансовые затруднения, перешла под административное управление в рамках предварительной сделки после того, как Carillion задолжала группе и её дочерним компаниям около 800 тыс. ф. с. (купленная частной инвестиционной компанией Sandton Capital Partners, Aspin впоследствии перешла под административное управление с потерей 200 рабочих мест в июле 2019 г.). 23 марта 2018 года субподрядчик по механическому и электрическому оборудованию Vaughan Engineering со штатом в 160 сотрудников, предупредил, что столкнулся с административным управлением после потери 650 тыс. ф. с. на двух проектах Carillion; KPMG впоследствии была назначена администраторами, в результате чего 83 сотрудника в Броксберне, 43 в Ньюкасле и 28 в Уоррингтоне были признаны избыточными. Компания Vaughan рухнула из-за своих поставщиков в размере 9,2 млн фунтов стерлингов, хотя один из них в лице Bmech позже заявил, что Vaughan использовал крах Carillion как «дымовую завесу» для своей плохой платежной истории. В начале марта 2018 года четыре компании из Lagan Construction Group перешли к управлению с задолженностью в 21 млн. ф. с., отчасти в результате неплатежеспособности Carillion; на денежный поток повлияли ужесточение условий кредита и просьбы об авансовых платежах. Точно так же перешедший 25 мая 2018 года под административное управление подрядчик Polydeck из Чиппенхема со штатом в 55 работников обвинил Carillion в способствовании сложившейся ситуации. Подрядчик по гражданскому строительству из Чешира DG Cummins потерял причитающиеся с Carillion 1,8 млн. ф. с. за проведенные работы на развязках по расширение автомагистрали M6, и, столкнувшись с налоговым требованием в размере 600 тыс. ф. с. был вынужден подать уведомление о намерении перейти под административное управление, что поставило под угрозу 50 рабочих мест.
В октябре 2018 года в отчете бухгалтера Мура Стивенса говорилось, что ликвидация Carillion спровоцировала 20-процентный всплеск числа неплатежеспособных строительных фирм Великобритании: 780 компаний обанкротились в первом квартале 2018 года, что на пятую часть больше, чем за тот же период в 2017 году, особенно сильно пострадали малые и средние компании и специализированные субподрядчики, которым пришлось списать практически все, что им причитается от Carillion. По данным юридической фирмы Nockolds, общее количество неплатежеспособности в строительстве в 2018 году выросло на 13 % до 2954 компаний.
Юридическая фирма RPC произвела «небольшое количество увольнений» в своей команде по строительству и проектам в результате краха Carillion.
Последствия краха растянулись на год: в январе 2019 года нанимающая строительное оборудование компания Hawk Plant перешла под административное управление после потери около 800 тыс. ф. с. в результате краха Carillion и проблемного контракта в Сьерра-Леоне; также в январе 2019 года подрядчик по укладке свай Van Elle сообщил о снижении прибыли до налогообложения на 54 % до 2,4 млн ф. с. из-за снижения оборота за шесть месяцев до 31 октября 2018 года на 18 % (42,9 млн. ф. с.), его генеральный директор объяснял падение прибыли случившимся с Carillion. В сентябре 2019 года закрылся субподрядчик Blackbourne из Антрима, из-за чего было уволено 86 сотрудников. Отчасти это случилось из-за долгов Carillion, возникших в связи с проектом больницы Королевского университета Ливерпуля.

### Пенсионные накопления
По данным Государственного контрольно-ревизионного управления, пенсионные обязательства в размере 2,6 млрд ф. с. должны быть покрыты Фондом пенсионной защиты. Carillion управляла 13 британскими пенсионными программами с установленными выплатами, в которых участвовало 27 тыс. человек. После ликвидации 12 из этих схем начали оцениваться Фондом пенсионной защиты.